# 陳曽栻
陳 曽栻（ちん そうしょく、1884年〈光緒10年〉 – 没年不明）は、清末民初の官僚・政治家。別号は矩亭。冀東防共自治政府・中華民国臨時政府・南京国民政府（汪兆銘政権）華北政務委員会で各職を歴任した。

## 事績
清末に日本へ留学し、1909年（宣統元年・明治42年）に明治大学政治科を卒業した。1910年（宣統2年）3月、湖北省清丈局専弁となる。中華民国成立後は、呉興県知事、中東鉄路路警処秘書主任、灤県県長などを歴任している。
1935年（民国24年）12月に冀東防共自治政府が成立すると、陳曽栻は自治政府秘書処長に任命された。1937年（民国26年）2月9日、自治政府機構改革に伴い秘書処が政務処に改組されると、そのまま政務処長に移った。なお、同年7月29日における通州事件での陳の動向は不詳となっている。
中華民国臨時政府成立後の1938年（民国27年）1月6日付で、陳曽栻は河北省政府公署（省長：高凌霨）建設庁庁長に任命される。翌1939年（民国28年）3月9日に高が省長を退任して呉賛周が後任となる。この際に河北省政府の大幅な人事異動があったが、陳はそのまま建設庁長に留任した。
1940年（民国29年）3月30日、南京国民政府（汪兆銘政権）に臨時政府が合流し、華北政務委員会に改組されるが、陳曽栻はそのまま河北省建設庁長に重任している。1943年（民国32年）9月18日まで、同職には5年8か月にわたり在任した。同年6月28日に河北省政府秘書長代理を兼任し、建設庁長退任により兼務を解かれた9月18日からは秘書長専任となった。秘書長には1945年（民国34年）2月20日まで在任したため、建設庁長と秘書長の期間を併せると、河北省政府の幹部としては7年1か月つとめたことになる。1945年2月20日、華北政務委員会農務総署督弁兼常務委員として抜擢され、日本敗北まで在任している。
日本敗北後の同年12月5日、陳曽栻は漢奸として蔣介石の国民政府に北平で逮捕され、翌1946年（民国35年）5月27日に南京へ移送された。1947年（民国36年）10月17日、首都高等法院において無期懲役判決を受けている。
以後、陳曽栻の行方は不詳となっている。

## 注
1. 1 2 3  満蒙資料協会編(1940)、1814頁。
2. 1 2  劉ほか編(1995)、1396頁。
3. ↑  明治大学編(1937)、卒業生年度別36頁。
4. ↑  神田・東洋事情研究会(1936)、48頁。「秘書処長」は、池宗墨が就任した「秘書長」とは異なる。秘書長は「政務長官の政務処理を補佐する」（「冀東防共自治政府組織大綱」第6条）地位であり、秘書処を含む各処や各庁の上位に立つ。
5. ↑  季・沈編(1997)、336頁。
6. ↑  臨時政府令、民国27年1月6日（『政府公報』第1号、民国27年1月17日、臨時政府行政委員会公報処、17頁）。
7. ↑  劉ほか編(1995)、1127頁
8. ↑  なおこの時、冀東防共自治政府で同僚（外務処長・総務庁長）だった王潤貞も、同公署民政庁庁長に任命された。
9. ↑  秘書長の孫潤宇、民政庁長の王潤貞らが退任している。
10. ↑  『華北政務委員会公報』に記載は見当たらない。
11. ↑  『日文国民政府彙報』第204号、1943年11月18日、中国和文出版社、7頁。
12. 1 2  劉ほか編(1995)、1128頁。
13. ↑  『同盟時事月報』9巻2号通号225号、1945年3月14日、同盟通信社、78頁。
14. ↑  劉ほか編(1995)、1059頁は「2月18日任」としている。
15. ↑  益井(1948)、19頁。
16. ↑  江蘇省地方志編纂委員会編(1997)、186-188頁。